# Royon (talus)
Pour les articles homonymes, voir Royon (homonymie).
Les royons,,,, sont des rideaux de culture que l'on rencontre dans les contrées vallonnées datant du crétacé supérieur de la Picardie et de la Normandie (pays de Bray, pays de Caux).

## Morphologie

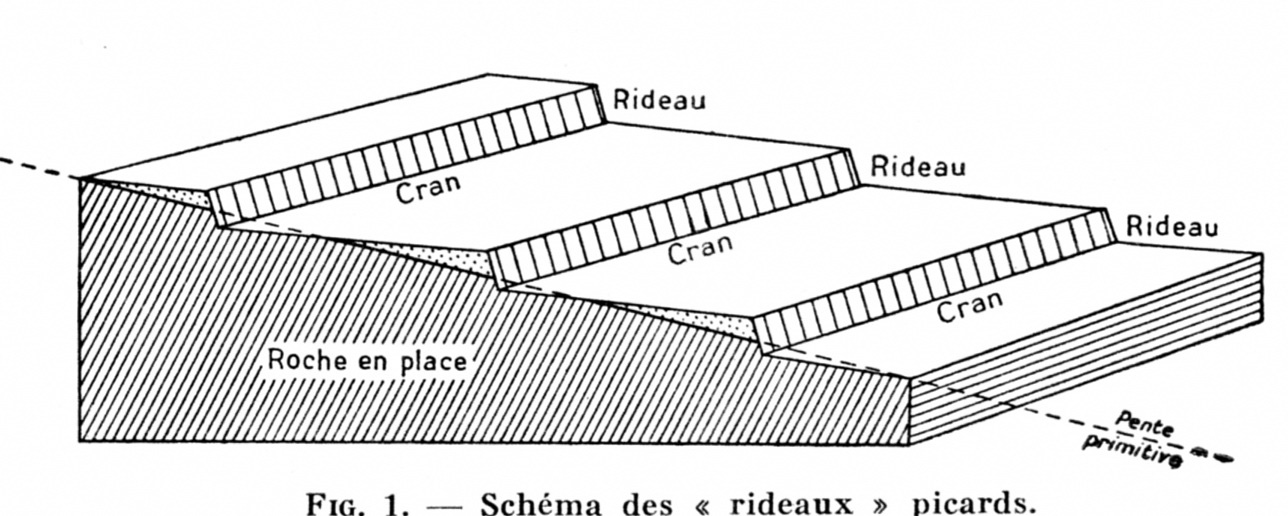

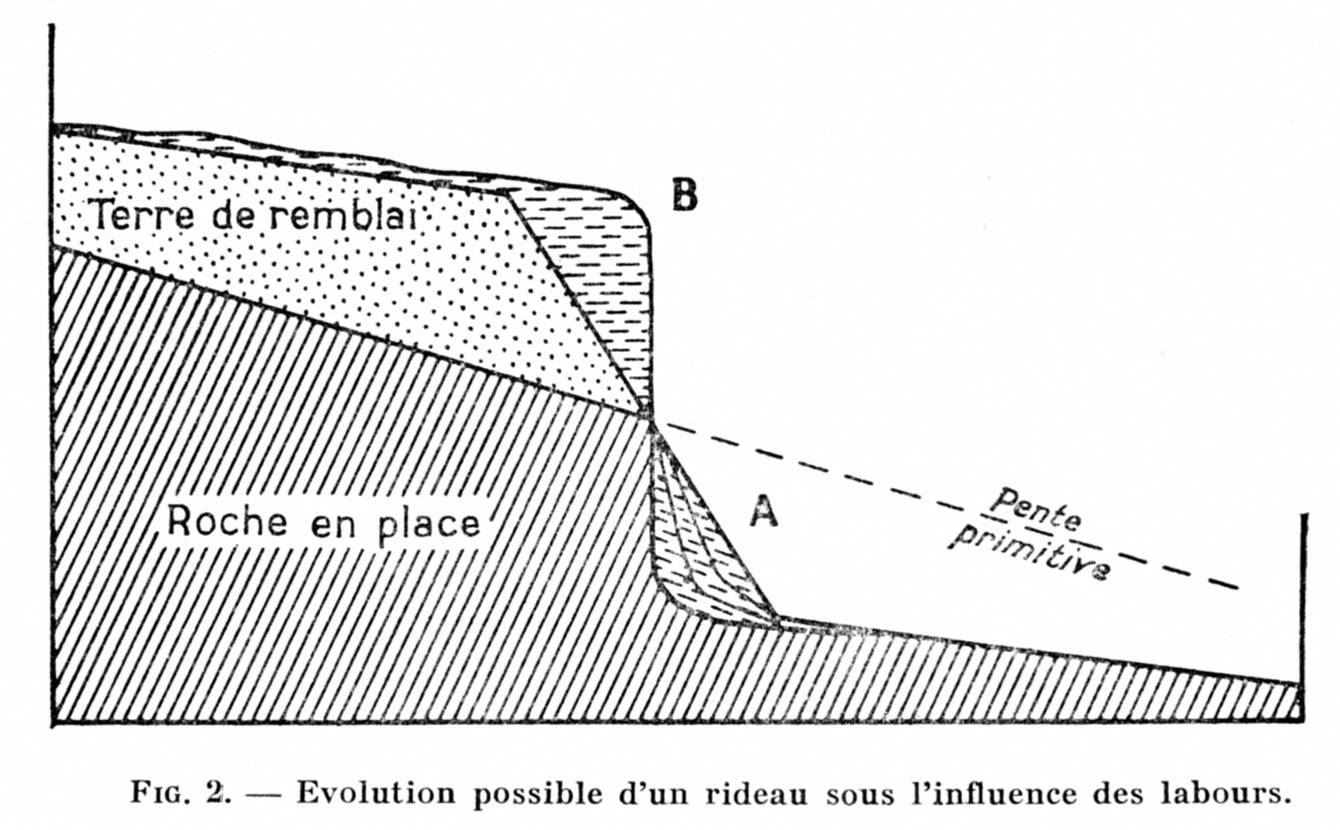

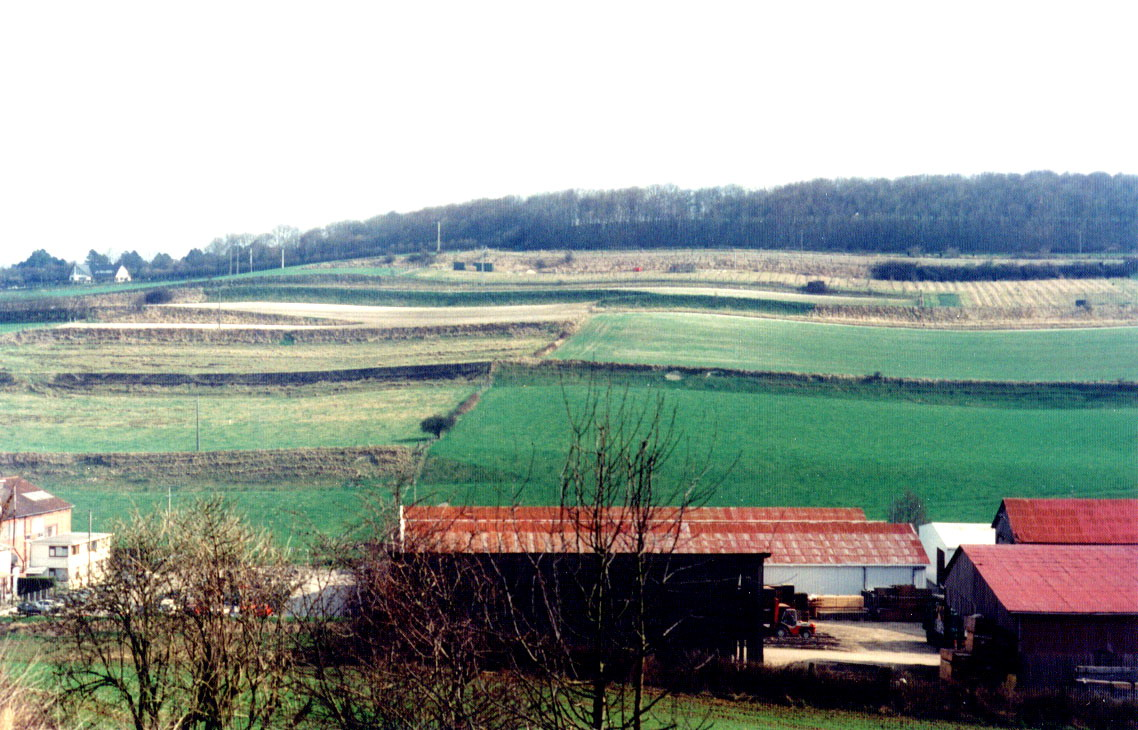

Ils se présentent sous la forme de bordures de champs (ou supposées anciennes bordures de champs ou prairies) le plus souvent longs et étroits, faites d'un talus de terre, fortement inclinées, plus ou moins rectilignes, à flanc de coteau, perpendiculaires à la pente. 
Les paliers cultivés qu'ils bordent sont souvent concaves vers le zénith. Ceci est le résultat d'une certaine forme de culture en semi-terrasse.

## Sources[6]
Les royons les plus anciens recensés par Balandra :
- 1273 : à 80120 Montigny (A.D. Pas de Calais, Cart. Dommartin, t.1, f0379) : ... quam Robertus dictus greniers tenebat de ipso vocata le royon hene juxta alaim preshiam terra ejusdem Roberti ...
- 1282 : à 80120 Nampont-Saint-Martin (ibid. f°349, v°) : ... et allia peshia trium journalium sita supra templum de Nempont inter duos magnos royonnos et inter via carboniariorum et terras domini de Nempont et dfe Robert de Neuville...
- 1283 : à 80120 Dominois (A.D. Somme, Dominois, 30H 1/2 f°21v°) : jay seignourie et vicomté et justice au terroir de massoultre estant par la main de ceux qui sensient est asavoir depuis une bourne de grès qui est assis sur un royon qui est entre le terre des religieux de Valoires et le tere de Jehan le vasseur tient demy enfief et est au val coulon et dudit bourne en amont...
- 1311 : à 80150 Ligescourt  (50) : ... trois journeus et 1 quartier de terre qui joignent au roion de le tere Ernoul le Caron....
- 1312 :  à 80200 Bussu (Bibl. Abbeville, Ms 105, f°127 et 124 v°) : ... Item seur le royon de bleuecourt deus journeus de tere aboutant a la tere Ernoul le hardi et acoste la tere du val de saint-Rikier...
- 1312 : à 80132 Drucat (Bibl. Abbeville, Ms 105, f°120 v°) : ... Item  deus journeus de terre aboutant a la tere de Raoul le Franc et acoste au roion de la terre Guerart le maire...
- 1340 : à 80132 Port-le-grand	(A. D. Somme, Port-le-Grand, F 403 no 5) : ... Item III journeus de tere ou environ acostant d'un coste au roion de le riquerenque et aboute d'un bout as tere des chartreux...
- 1340 : à 80830 Bouchon (A. D. Somme, Bouchon, F 401 no 23) : ... Item V journeux de tere seant en un lieu qu'on dit Laufoulens accostant d'un coste à mes teres et aboutant d'un bout au roion du camp Wadin...

## Fonctions
Les royons sont destinés à retenir la terre et à maîtriser la verticalité du relief en fractionnant la pente et en diminuant son pourcentage avec un surcreusement au pied du rideau supérieur et une accumulation des terres au-dessus du rideau inférieur.
Du fait de leur nature, ces rideaux servaient souvent de limite cadastrale, mais ont souvent été absorbés et parfois arasés par les remembrements. 
Leur superficie correspond le plus souvent à un nombre entier de journaux (le journal vaut 42 ares 21), d'où leur autre nom proposé de « talus-limite ». 

## Répartition géographique
En pays de Bray, vers Dieppe, on retrouve une même série de lieux-dits sous le vocable rayon, avec cette particularité qu'autrefois ces mêmes lieux-dits s'orthographiaient parfois royon, ou s'appelaient ou s'appellent également rideau, ainsi à :
- 1491 à 76660 Clais		: le Rayon-Mainie 	(A.D. Seine Mar., G 2084),
- 1503 à 76270 Ste-Beuve en Riv.: le Rayon des Teurtes	(A.D. Seine  Mar., Tab. Neufchâtel),
- 1566 à 76910 Criel		: le Rayon Vaudière 	(A.D. Seine Mar., G  3740),
- 1569 à 76910 Criel		: le Rayon-Hennequin 	(A.D. Seine Mar., G 3740),
- 1574 à 76110 Bréauté		: les Rayons-Basin	(A.D. Seine Mar. A 91, f°626),
- 1576 à 76340 Blangy/Bresle	: le Rayon-Wiart
- 1553 à 76370 Bracquemont	: les Rayons		(A.D. Seine Mar., Terr.),
- 1606 à 76660 Londinières,	: le Rayon-Bloquetel 	(A.D. Seine Mar. *),
- 1623 à 76910 Criel		: le Royan-Sadet 		(A.D. Seine Mar., G 3741),
- 1630 à 76340 Blangy/Bresle	: le Rayon de Fontaine 	(A.D. Seine Mar., 6 H- Déclaration des dîmes de Blangy),
- 1635 à 76270 Mortemer	        : le Rayon des Turtes	(A.D. Seine   Mar., *),
- 1660 à 76910 Criel		: le Rayon-Lynard 	(A.D. Seine Mar., Terr. 6),
- 1660 à 76910 Criel		: le Rayon-Guillot	(A.D. Seine Mar., Terr. 6),
- 1666 à 76910 Criel		: le Rayon Vaudière	(A.D. Seine Mar., Terr. 6),
- 1689 à 76390 Vieux-Rouen/Bresle  : le Rayon Hideux (hameau de Basse-Copette) sur le sol de ce hameau se trouve un rideau nommé le Rayon-Hideux (1689), Dergny, Pays de Bray, (312), Photo,
- 1693 à 76590 La Chaussée	: les Rayons du Bois-Hulin(A.D. Seine Mar., 55H Terrier 207),
- 1754 à 76630 Assigny	        : le Rayon-Pajot  	(A.D. Seine Mar., G 4123, G 4124),
- 1764 à 76370 Bracquemont	: les Rayons		(A.D. Seine Mar., G 3993),
- 1764 à 76510 Saint-Vaast d'Equiqueville : le Rayon-Tourneu	(A.D. Seine Mar., G 3993),
- 1764 à 76510 Saint-Vaast d'Equiqueville : le Rayon-Coquet  (A.D. Seine Mar., G 3995),
- 1764 à 76510 Saint-Vaast d'Equiqueville : le Rayon des Chandelelles (le rideau des chandelles ?),
- 1750 à 76660 Baillolet	: le Rayon de Duranville	(A.D. Seine Mar., G 3283),
- 1778 à 76630 Douvrend 	: le Rayon-Doux 		(A.D. Seine Mar., G 944),
- 1850 à 76660 Baillolet 	: le Rayon-Vernier(Cf Val Vernier),
  -  : le Rayon Mesnières 	(I.G.N.),
- 1850 à 76910 Criel,  		: le Rayon-Belin
  -  : le Rayon de Rouenou ou le Rideau de Rouen,
  -  : le Rayon-Jehannequin, probablement identique au précédent,
- 1850 à 76660 Preuseville	: le Rayon-Vasseur ou le Rideau Vasseur,
- 1850 à 76950 Torcy-le-Grand	: le Rayon-Brout,
- 1850 à 76450 Vittefleur	: les Rayons,
  -  : le Bois des Rayons,
- 1875 à 76270 Mortemer 	: le Rayon des Beurres (Tougard-Neufchâtel, 31),  
  -  : le Rayon des Tourtes, paroisse de Saint-Martin de Mortemer,
- 76660 Sainte-Agathe-d'Aliermont  : les Rayons-Mirots ou les Rideaux-Mirots.

## Variantes linguistiques locales
- reyon, rayon : Oise, en Aliermont,
- riyon : Hamois,
- fillon : Hamois,
- eurillon : Hamois,
- urillon : Hamois,
- rouyon : entre l'Oise et l'Ancre,
- rouéyon : Aliermont,
- royon : Ponthieu et Vimeu,
- rayon : pays de Bray et Caux,

- hodde, crots : bas-Boulonnais,
- frette : Laon, Chauny, Saint-Quentin, Hirson
- horle : Laon, Soissons, Neuchatel, Hirson,
- crinquet : Sambre, Santaire, Cambrésis, Belgique,
- escalier : Champagne,
- ronces, ronceaux : Haute-Marne,
- chaux, chos : Auvergne,
- claux, clauser, claure : Cantal,
- lmarri : Vosges,
- termes : Massif central,
- linchet, talus : Angleterre,

- stufen : Allemagne,
- ribazos[Quoi ?][7] : Espagne.

## Analogies
Les royons pourraient être rapprochés des murs de soutènement de terrasses du Sud de la France, mais avec des bordures où les pierres seraient remplacées par des buissons, et des terrasses plus pentues.